# Saint-Guyomard
Saint-Guyomard (tiếng Breton: Sant-Gwioñvarc'h) là một xã ở tỉnh Morbihan trong vùng Bretagne tây bắc Pháp. Xã này có diện tích 19,66 km², dân số năm 1999 là 976 người. Khu vực này có độ cao từ 20-108 mét trên mực nước biển.
Cư dân của Saint-Guyomard danh xưng trong tiếng Pháp là Guyomardais.
Theo điều tra năm 1999, dân số là 810, còn năm 2006 là 976 người.